# Oleg Ivanov
Oleg Ivanov (en rus: Оле́г Алекса́ндрович Ивано́в; Moscou, Unió Soviètica, 4 d'agost de 1986) és un futbolista rus. Juga de migcampista i el seu equip actual és el FC Terek Grozny.

## Biografia
Ivanov va començar la seva carrera futbolística en les categories inferiors del Spartak de Moscou. El 24 de febrer de 2004 va debutar amb el primer equip. Va ser en l'últim minut d'un partit de la Copa de la UEFA contra el RCD Mallorca. Davant la falta d'oportunitats Ivanov se'n va anar al FK Jimki l'any següent.
El 2006 va fitxar pel FC Kubán Krasnodar. En la seva primera temporada va ajudar al seu club a ascendir a la Lliga Premier de Rússia. L'any següent va marcar quatre gols a la lliga, que finalment no van servir de molt, ja que el Kuban Krasnodar no va poder mantenir la categoria.
El 2008 va fitxar pel seu actual club, el PFC Krylia Sovetov Samara. Va debutar a la lliga amb aquest equip el 22 de març.

## Internacional
Encara no ha debutat amb la Selecció de futbol de Rússia.
Va ser convocat a última hora per participar en l'Eurocopa d'Àustria i Suïssa de 2008 a causa de la lesió del seu compatriota Pavel Pogrebnyak, però finalment no va arribar a jugar cap partit en aquest torneig.

## Clubs
| Club                      | País   | Any       |
| ------------------------- | ------ | --------- |
| FC Spartak Moscou         | Rússia | 2004      |
| FK Jimki                  | Rússia | 2005      |
| FC Kubán Krasnodar        | Rússia | 2006-2008 |
| PFC Krylia Sovetov Samara | Rússia | 2008-2010 |
| FC Rostov                 | Rússia | 2011      |
| FC Terek Grozny           | Rússia | 2011-     |